# Markus Heitz
Pour les articles homonymes, voir Heitz.
Œuvres principales
- Les Nains

Markus Heitz, né le 10 octobre 1971 à Hombourg, est un auteur de fantasy, horreur et science-fiction allemand.

## Biographie
Il obtient son Abitur à l'école catholique privée Johanneum de Hombourg en 1991 puis il effectue son service militaire à Bexbach. Il étudie ensuite la philologie germanique et l’histoire jusqu'en 2000. Après cela, il travaille comme journaliste indépendant pour le Saarbrücker Zeitung.
En 2003, il reçoit le Prix du fantastique allemand (Deutschen Phantastik-Preis ) pour son roman Les Temps sombres - Ombre sur Ulldart (Die Dunkle Zeit 1 – Schatten über Ulldart) dans la catégorie « meilleur premier roman national ». Il acquiert une renommée internationale lors de la parution de sa série Les Nains (Die Zwerge)
Il est copropriétaire d'un pub irlandais à Deux-Ponts et vit à Hombourg, en Allemagne.

## Œuvres

### SérieUlldart: Les Temps sombres
1. Ombre sur Ulldart (Schatten über Ulldart). Éditeur: Piper-Verlag, 2002.
2. L'Ordre des épées (Der Orden der Schwerter). Éditeur: Piper-Verlag, 2002.
3. Le Signe du dieu sombre (Das Zeichen des dunklen Gottes). Éditeur: Piper-Verlag, août 2002.
4. Sous les yeux de Tzulan (Unter den Augen Tzulans). Piper-Verlag, juillet 2003.
5. La Magie du souverain (Die Magie des Herrschers). Éditeur: Piper-Verlag, février 2005.
6. Les Sources du mal (Die Quellen des Bösen). Éditeur: Piper-Verlag, février 2005.

### SérieUlldart: Die Zeit des Neuen
1. Trügerischer Friede. Éditeur: Piper-Verlag, juillet 2005.
2. Brennende Kontinente. Éditeur: Piper-Verlag, juin 2006.
3. Fatales Vermächtnis. Éditeur: Piper-Verlag, juillet 2007.

### SérieLes Nains
1. Les Nains - L'Intégrale, Bragelonne, 2010 ((de) Die Zwerge, 2003), trad. Yannick Van Belleghem, 576 p.  (ISBN 978-2-352-94419-5)
  1. Le Passage de pierre, Milady, 2008, trad. Yannick Van Belleghem, 401 p.  (ISBN 978-2-81120-001-5)
  2. Lame de feu, Milady, 2008, trad. Yannick Van Belleghem, 414 p.  (ISBN 978-2-811200-30-5)
2. La Guerre des nains - L'Intégrale, Bragelonne, 2011 ((de) Der Krieg der Zwerge, 2004), trad. Joël Falcoz et Yannick Van Belleghem, 600 p.  (ISBN 978-2-35294-483-6)
  1. Le Secret de l'eau noire, Milady, 2009, trad. Joël Falcoz, 384 p.  (ISBN 978-2-81120-079-4)
  2. Les Êtres de feu, Milady, 2009, trad. Joël Falcoz et Yannick Van Belleghem, 384 p.  (ISBN 978-2-8112-0126-5)
3. La Revanche des nains - L'Intégrale, Bragelonne, 2012 ((de) Die Rache der Zwerge, 2005), trad. Joël Falcoz, 648 p.  (ISBN 978-2-35294-614-4)
  1. Le Diamant de discorde, Milady, 2010, trad. Joël Falcoz, 381 p.  (ISBN 978-2-8112-0294-1)
  2. L'Étoile de l'expiation, Milady, 2010, trad. Joël Falcoz, 355 p.  (ISBN 978-2-8112-0356-6)
4. Le Destin des nains - L'Intégrale, Bragelonne, 2013 ((de) Das Schicksal der Zwerge, 2008), trad. Joël Falcoz, 504 p.  (ISBN 978-2-35294-687-8)
  1. Le Gouffre noir, Bragelonne, 2011, trad. Joël Falcoz, 336 p.  (ISBN 978-2-35294-470-6)
  2. Le Mage maudit, Bragelonne, 2011, trad. Joël Falcoz, 336 p.  (ISBN 978-2-35294-474-4)
5. Le Triomphe des nains - L'Intégrale, Bragelonne, 2018 ((de) Der Triumph der Zwerge, 2015), trad. Joël Falcoz, 571 p.  (ISBN 979-1028106737)
  1. L'Enfant perdue, Bragelonne, 2016, trad. Joël Falcoz, 336 p.  (ISBN 979-10-281-0115-2)
  2. La Prophétie elfique, Bragelonne, 2017, trad. Joël Falcoz, 333 p.  (ISBN 979-10-281-1197-7)
6. Le Retour des nains ((de) Die Rückkehr der Zwerge)
  1. Le Saphir des mers, Bragelonne, 2023 ((de) Die Rückkehr der Zwerge – Teil 1, 2021), trad. Joël Falcoz, 408 p.  (ISBN 979-10-281-2089-4)
  2. Les Dragons d'airain, Bragelonne, 2024 ((de) Die Rückkehr der Zwerge – Teil 2, 2021), trad. Joël Falcoz, 384 p.  (ISBN 979-10-281-1333-9)
7. (de) Das Herz der Zwerge
  1. (de) Das Herz der Zwerge – Teil 1, 2022
  2. (de) Das Herz der Zwerge – Teil 2, 2022

### SérieDie Legenden der Albae
1. Gerechter Zorn, Piper-Verlag, Avril 2009,  (ISBN 978-3-492-70154-9).
2. Vernichtender Hass, Piper-Verlag, 2011,  (ISBN 978-3-492-70197-6).
3. Dunkle Pfade, Piper-Verlag, Août 2012,  (ISBN 978-3-492-70198-3).

### Livre-jeu
En 2005, Heitz en collaboration avec l'éditeur Pegasus Press, a publié des livres-jeux qui étaient populaires dans les années 1980. Dans un livre-jeu, le lecteur agit en tant que héros du livre, en créant grâce à ses actions l'aventure. Il a écrit les deux premiers livres seul, mais par la suite, il a travaillé en collaboration avec Nicole Schumacher pour Die Sterne der Tiefen et avec Sonja Rüther pour Flucht aus Rogogard.
- Markus Heitz : Die dritte Expedition. Pegasus Press, 2005.
- Markus Heitz : Todesbote. Pegasus Press, 2006.
- Markus Heitz et Nicole Schuhmacher : Die Sterne der Tiefen. Pegasus Press, 2006.
- Markus Heitz et Sonja Rüther : Flucht aus Rogogard. Pegasus Press, 2007.

### UniversShadowrun
Markus Heitz écrit entre 2002 et 2005 un total de six romans et une nouvelle pour l'éditeur Heyne-Verlag, à propos du jeu de rôle Shadowrun.
- TAKC 3000. Heyne-Verlag, 2002.
- Gottes Engel. Heyne-Verlag, 2002.
- Aeternitas. Heyne-Verlag, 2003.
- Sturmvogel. Heyne-Verlag, 2004.
- 05:58. Heyne-Verlag, 2004.
- Jede Wette. Heyne-Verlag, 2005.

- Methanbolismus. Heyne-Verlag, 2004.

Et deux recueils Schattenjäger et Schattenläufer en rien liés aux six romans.
- Schattenjäger 2006.
- Schattenläufer 2007.

## Récompenses
Deutscher Phantastik Preis :
- 2003: Le meilleur premier roman pour Die Dunkle Zeit 1 – Schatten über Ulldart
- 2005: Le meilleur roman national  pour Der Krieg der Zwerge (Les nains : tome 2, lame de feu)
- 2006: Le meilleur roman national  pour Die Rache der Zwerge (La guerre des nains : tome 1, le secret de l’eau noire)
- 2007: Le meilleur roman national  pour Die Mächte des Feuers
- 2007: La meilleure série pour Ulldart – Zeit des Neuen
- 2007: Le meilleur site internet  pour www.mahet.de